# Mount & Blade
Mount & Blade – gra komputerowa z gatunku cRPG z elementami gry strategicznej, stworzona przez turecką firmę TaleWorlds i wydana przez szwedzką firmę Paradox Interactive 16 września 2008.

## Opis gry
Główny bohater gry Mount & Blade przybywa do Calradii – fikcyjnej krainy inspirowanej średniowiecznym światem. Na początku gracz odpowiada na serię pytań dotyczących przeszłości bohatera, a następnie przechodzi do typowego ekranu przydzielania statystyk i atrybutów. Początkowo bohater podróżuje samotnie, ale z czasem może zatrudnić najemników, bohaterów NPC czy wyszkolić wieśniaków, zwiększając siłę oddziału.
Mount&Blade łączy w sobie elementy gier wielu gatunków. Rozgrywka toczy się w dwóch trybach:
- mapy strategicznej, po której gracz porusza się drużyną, akcja toczy się tylko podczas ruchu, w dowolnym momencie można zatrzymać akcję gry, tutaj też odbywa się zarządzanie drużyną, bohaterem, ekwipunkiem itd.
- trybie akcji, który aktywuje się po wejściu do miasta, przy udziale w turnieju i przy walce. Gracz kontroluje wtedy bohatera z widoku pierwszej lub trzeciej osoby, a drużyną steruje komputer, istnieje jednak możliwość samodzielnego wydawania poleceń[1].

Gra oferuje całkowitą swobodę działań, możemy walczyć na własną rękę lub przyłączyć się do jednej z pięciu (w dodatku Warband – sześciu) frakcji, zostać wasalem jego władcy i dostać pierwsze lenno. Przy kampaniach wojennych można dostać własny zamek, a nawet miasto, wymagane są jednak do tego zasługi dla kraju oraz odpowiednio silna armia. Można też spróbować pomóc jednemu z kandydatów na tron, poprowadzić rebelię i stworzyć całkiem nowe państwo.
Grę charakteryzuje prosta możliwość tworzenia modyfikacji, pozwalających układanie scenariuszy, dodawanie nowych jednostek, czy też broni.

## Rozszerzenia i kontynuacja
Do Mount & Blade wydano dwa samodzielne rozszerzenia:
- Mount & Blade: Ogniem i Mieczem (With Fire & Sword) – premiera gry odbyła się 4 grudnia 2009.
- Mount & Blade: Warband – dodaje nową frakcję na obszarze pustynnym oraz związane z nią nowe jednostki i postacie. W grze pojawia się też tryb gry wieloosobowej, nowe zadania oraz możliwość stworzenia własnej frakcji[2].

W 2020 roku wydano we wczesnym dostępie kolejną część zatytułowaną Mount & Blade II: Bannerlord.